# Asen Mitkov
Asen Ivanov Mitkov (in bulgaro Асен Иванов Митков?; Saedinenie, 17 febbraio 2005) è un calciatore bulgaro, centrocampista del Levski Sofia.

## Carriera
Cresciuto nei settori giovanili di Botev Plovdiv e Levski Sofia, ha esordito in prima squadra il 23 maggio 2021, nella partita di campionato vinta per 1-2 contro il Černo More Varna; il 19 novembre seguente firma il primo contratto professionistico, di durata triennale. Il 23 aprile 2024 rinnova fino al 2027.

## Statistiche

### Presenze e reti nei club
Statistiche aggiornate al 18 luglio 2025.
| Stagione        | Squadra         | Campionato      | Campionato | Campionato | Coppe nazionali | Coppe nazionali | Coppe nazionali | Coppe continentali | Coppe continentali | Coppe continentali | Altre coppe | Altre coppe | Altre coppe | Totale | Totale |
| Stagione        | Squadra         | Comp            | Pres       | Reti       | Comp            | Pres            | Reti            | Comp               | Pres               | Reti               | Comp        | Pres        | Reti        | Pres   | Reti   |
| --------------- | --------------- | --------------- | ---------- | ---------- | --------------- | --------------- | --------------- | ------------------ | ------------------ | ------------------ | ----------- | ----------- | ----------- | ------ | ------ |
| mag. 2021       | Levski Sofia    | 1L              | 1          | 0          | CB              | -               | -               | -                  | -                  | -                  | -           | -           | -           | 1      | 0      |
| 2021-2022       | Levski Sofia    | 1L              | 7          | 0          | CB              | 2               | 0               | -                  | -                  | -                  | -           | -           | -           | 9      | 0      |
| 2022-2023       | Levski Sofia    | 1L              | 15+1       | 0          | CB              | 1               | 0               | UECL               | 2                  | 0                  | SB          | 1           | 0           | 20     | 0      |
| 2023-2024       | Levski Sofia    | 1L              | 25         | 2          | CB              | 1               | 0               | UECL               | 6                  | 0                  | -           | -           | -           | 32     | 2      |
| 2024-2025       | Levski Sofia    | 1L              | 20         | 1          | CB              | 0               | 0               | -                  | -                  | -                  | -           | -           | -           | 20     | 1      |
| 2025-2026       | Levski Sofia    | 1L              | 0          | 0          | CB              | 0               | 0               | UEL                | 0                  | 0                  | -           | -           | -           | 0      | 0      |
| Totale carriera | Totale carriera | Totale carriera | 68+1       | 3          |                 | 4               | 0               |                    | 8                  | 0                  |             | 1           | 0           | 82     | 3      |

## Palmarès

### Club

#### Competizioni nazionali
- Coppa di Bulgaria: 1

Levski Sofia: 2021-2022